# Chlorozada esmeralda
Chlorozada esmeralda är en fjärilsart som beskrevs av George Francis Hampson 1910. Chlorozada esmeralda ingår i släktet Chlorozada och familjen trågspinnare. Inga underarter finns listade i Catalogue of Life.